# 諏訪のスゴ腕警察医
『諏訪のスゴ腕警察医』（すわのスゴうでけいさつい）は、2015年から2016年までテレビ東京・BSジャパン共同制作で放送されたテレビドラマシリーズ。全2回。主演は高橋英樹。
放送枠は「水曜ミステリー9（第2期）」（第1作）、「水曜エンタ・水曜ミステリー9」（第2作）。
第1作のタイトルは『ハガネの警察医』。

## 登場人物

### 石ノ森医院
石ノ森龍之介
演 - 高橋英樹
院長。長野県諏訪市で開業する警察医。普段は臨床医として一般患者の診療を行っている。自宅は医院の裏手にある。
長瀬雄太
演 - 竹財輝之助（第2作）
第2作から勤務することになった医師。石ノ森家に下宿。
石ノ森楓
演 - すみれ（少女期：四條海璃亜〈第1作〉）
医師。龍之介と美津江の娘。龍之介が不在のときは一人で患者の対応をする。第2作は海外出張中のため写真のみ。
石ノ森美津江
演 - 山本みどり
龍之介の妻。20年前に山で遭難し凍死。第2作は写真のみ。
小橋洋子
演 - 高橋ひとみ
看護師。龍之介に割に合わない警察医を辞めるよう提言している（第1作）。

### 長野県警諏訪中央警察署
星野公彦
演 - 石黒賢
刑事課。階級は巡査部長。投げやりな性格で署内で煙たがられているが有能な刑事。
柏木光一
演 - 篠田光亮
刑事課。階級は巡査。
片岡慎也
演 - 佐藤正浩
鑑識員。
大久保健二
演 - 安居剣一郎
検視官。

### その他
占いアナウンサー
演 - 高橋真麻
朝のテレビ番組で今日の占いを言う。
副島信行
演 - 笹野高史
長野医科大学付属病院の法医学教室教授。

### ゲスト
第1作（2015年）
- 小嶋久美子（蕎麦屋「小嶋庵」女将・佐織の母） - 原日出子
- 小嶋靖史（蕎麦屋「小嶋庵」主人・佐織の父） - 石倉三郎
- 立石則夫（長野県警捜査一課 管理官・警視） - 冨家規政
- 尾形充（諏訪市立信州小学校 教頭） - 徳井優
- 松井務（農家・佐織の恋人） - 杉浦タカオ
- 小嶋佐織（諏訪市立信州小学校 教師・3年前の被害者） - 山口あゆみ
- 野々村大樹（3年前に傷害事件を起こし半年前に出所） - 戸塚純貴
- 成瀬美由紀（野々村の恋人） - 折井あゆみ
- 葛西宏太（3年前の野々村の共犯者） - 小橋川建
- 「SUWAガラスの里」の職人 - 朝山日出男
- バーのマスター - 川井つと
- 小松（布団を干していた主婦） - 片岡富枝
- 小松の知り合い - 松乃薫
- ダーツバーの店員 - 水野駿太朗
- 20年前の刑事 - 塚田龍二
- ヤクザ - こっとん健児
- 警察医 - 浦野博士
- 尾形の援交相手 - 柳沢果那

第2作（2016年）
- 塚本真司（ベーカリー&カフェ「Kocoroya」店主・パン職人） - 高橋和也
- 塚本加奈子（塚本の妻・佐知子の友人） - 櫻井淳子
- 辻内佐知子（ワイナリー営業・シングルマザー） - 猫背椿
- 森崎茂（丸高味噌 社長） - 藤重政孝
- 新藤正樹（城西リサーチ 経営者） - 加藤虎ノ介
- 島袋亜由美（諏訪湖ホテル 従業員・横領の前科者） - 頼経明子
- 秋山美佐（城西リサーチ スタッフ・傷害の前科者） - 三輪ひとみ
- 金谷伸明（諏訪湖ホテル 社長・県議会議員選挙に出馬予定） - 原田龍二
- 落合透（20年前に埋められた遺体） - 永山たかし
- 上諏訪ステーションホテル フロント係 - 吉川依吹
- 辻内誠（佐知子の息子） - 馬場康平
- アパート大家 - 大原康裕
- 金谷千春（諏訪湖ホテル 女将・金谷の妻） - 中山忍
- 平井幸男（長野県警捜査一課 係長・警視） - 西村雅彦

## スタッフ
- ナレーター - 多比良健
- 脚本 - 田中孝治
- 監督 - 児玉宜久
- チーフプロデューサー - 橋本かおり（テレビ東京）
- プロデューサー - 川村庄子（テレビ東京）、齋藤頼照、神戸將光、中頭千廣
- 制作 - テレビ東京、BSジャパン、東京サウンドプロダクション

## 放送日程
| 話数 | 放送日        | サブタイトル                                                                                            | 脚本     | 監督     |
| ---- | ------------- | --- | -------- | -------- |
| 1    | 2015年4月22日 | 信州諏訪連続殺人〜仕組まれた突然死！ 救急搬送患者の皮膚炎で事件見抜くやっかい者ドクター！湖に誓った決意 | 田中孝治 | 児玉宜久 |
| 2    | 2016年6月08日 | 死因を100%見抜く男！全身ピンクの死体と長過ぎる遺書？ 旧友のキケンな再会…諏訪太鼓が暴く白骨の謎          | 田中孝治 | 児玉宜久 |